# Plauer See (Brandenburg)
Der Plauer See in Brandenburg gehört zur Seenplatte in Brandenburg an der Havel, zu der beispielsweise auch der Quenzsee, der Breitlingsee, der Mösersche See und der Wendsee zählen. Er wird von der Havel durchflossen und bedeckt eine Fläche von etwa 640 ha. Seine maximale Tiefe wird mit 6,7 m angegeben.

## Name
Der Name des Plauer Sees leitet sich vom Ortsteil Plaue der Stadt Brandenburg an der Havel her. Der Name des Städtchens stammt wohl vom altpolabischen plavati, was mit flößen, schwemmen zu übersetzen ist. Das ehemals selbständige Fischerstädtchen liegt im Nordwesten des Sees. An diesem Ufer, am Ausfluss der Havel, liegt das Schloss Plaue mit seinem Park.

## Lage

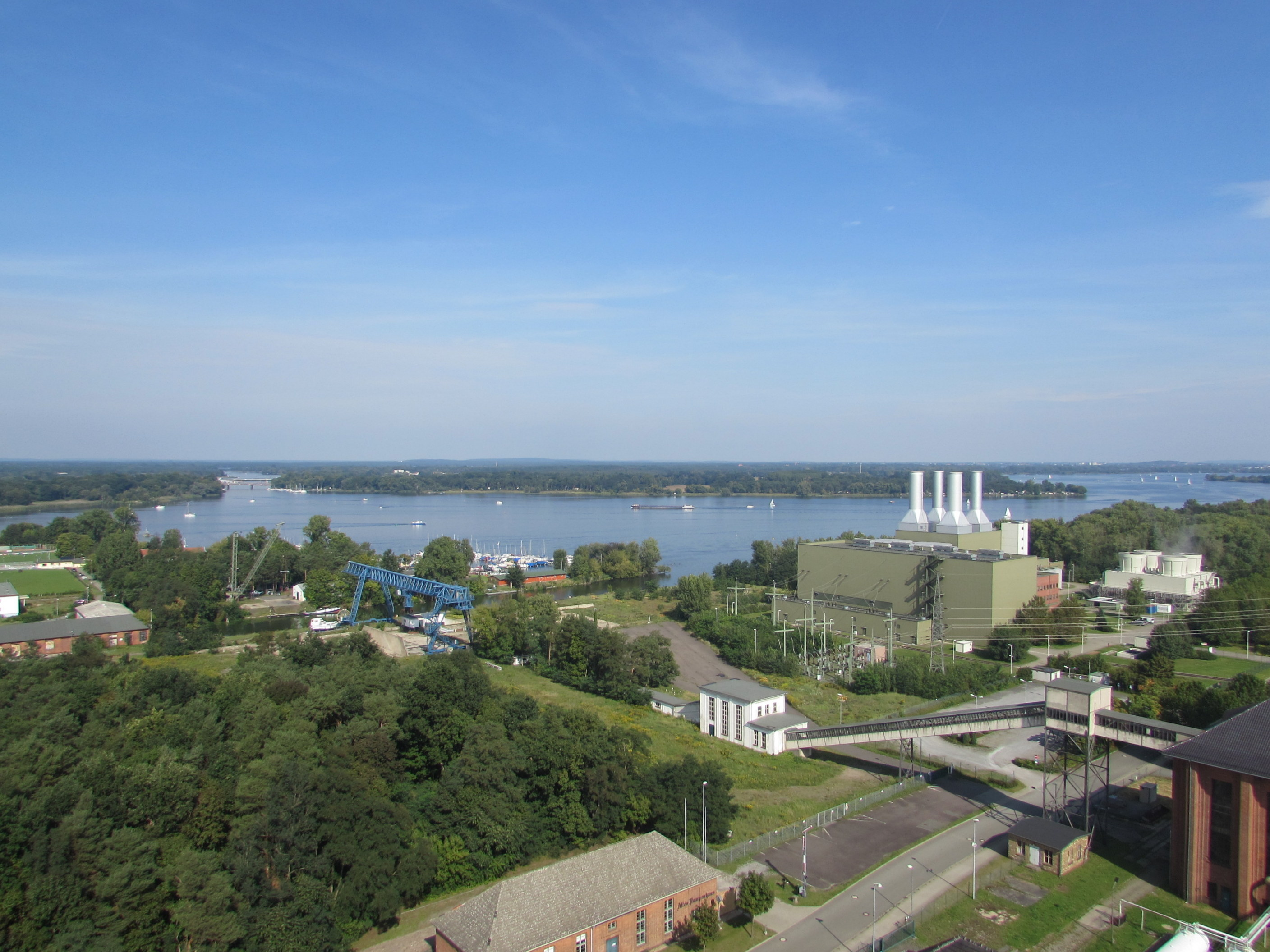
Der Plauer See als viel befahrene Bundeswasserstraße am Ortsteil Kirchmöser der Stadt Brandenburg

Das Seengebiet des Plauer Sees liegt westlich des Kernstadtgebietes von Brandenburg an der Havel im Bereich der Niederhavel, wird jedoch strenggenommen zum Abschnitt der mittleren Havel gezählt. Im Osten beginnt der Plauer See an der Enge zum Quenzsee. Im Südosten wird er durch die Halbinsel Wusterau begrenzt. Im Norden liegt der Wohnplatz Plauerhof. Im Nordwesten verlässt die Havel den Plauer See in Richtung Rathenow. Das gesamte nordwestliche Ufer wird durch den Schlosspark Plaue gebildet. Im Westen geht der Plauer See noch vor der Seegartenbrücke zwischen den Brandenburger Ortsteilen Kirchmöser und Plaue in den Großen Wendsee über. Das südliche Ufer wird von den Ortsteilen Kirchmöser West und Kirchmöser Ost besetzt.

## Bedeutung
Der Plauer See ist Bestandteil der Bundeswasserstraße Untere Havel-Wasserstraße mit der Wasserstraßenklasse IV, für die das Wasserstraßen- und Schifffahrtsamt Spree-Havel zuständig ist. Im Rahmen der traditionellen gewerblichen Berufsfischerei wird der See intensiv von Plauer Fischern befischt. Viele Uferrandbereiche sind daher mit Reusen bestückt. Das Gewässer dient vielen Wassersportlern als Betätigungsfeld. Das Kraftwerk Kirchmöser entnimmt Kühlwasser aus dem See.